# Narrativ (Sozialwissenschaften)
Als Narrativ (Neutrum) wird seit den 1990er Jahren eine sinnstiftende Erzählung bezeichnet, die Einfluss auf die Art hat, wie die Umwelt wahrgenommen wird. Es transportiert Werte und Emotionen, ist in der Regel auf einen Nationalstaat oder ein bestimmtes Kulturareal bezogen und unterliegt dem zeitlichen Wandel. In diesem Sinne sind Narrative keine beliebigen Geschichten, sondern etablierte Erzählungen, die mit einer Legitimität versehen sind.
Bekannte Beispiele sind der Mythos Vom Tellerwäscher zum Millionär  und der Aufruf zum Wettlauf zum Mond, der in den USA starke Kräfte gebündelt und die Nation hinter einer Idee versammelt hat. Bestimmendes Element hinter einem Narrativ ist eher ein gemeinsam geteiltes Bild mit starker Strahlkraft als der Wahrheitsgehalt.
Weit verbreitet ist die Meinung, dass Narrative gefunden und nicht erfunden werden. Konsens ist, dass Narrative eine Möglichkeit zur gesellschaftlichen Orientierung geben und Zuversicht vermitteln können.
Mit dem verstärkten Interesse an den Neurowissenschaften und der Rolle von Emotionen und des Unterbewussten in Entscheidungsprozessen ist auch die Bedeutung von Narrativen in der öffentlichen Diskussion gewachsen.

## Wortgeschichte
Narrativ ist eine Lehnübersetzung des englischen Worts narrative (in der Bedeutung: „Erzählung oder Darstellung, die benutzt wird, um eine Gesellschaft oder historische Periode zu erklären oder zu rechtfertigen“). In seiner gegenwärtigen Bedeutung wurde das Wort zum ersten Mal an prominenter Stelle vom israelisch-deutschen Historiker Dan Diner gebraucht. In seinem Essayband Kreisläufe. Nationalsozialismus und Gedächtnis schrieb er 1995: „Die Massenvernichtung der europäischen Juden hat eine Statistik, kein Narrativ.“
Der englische Begriff narrative wurde im 1979 erschienenen Werk La condition postmoderne (‚Das postmoderne Wissen‘) des französischen postmodernen Philosophen Jean-François Lyotard (1924–1998) geprägt. Darin beschreibt Lyotard zwei Meistererzählungen (französisch: méta récits), mit denen sich die Moderne bislang Legitimation verschafft habe, nämlich Immanuel Kants Erzählung von der zunehmenden Selbstbefreiung des Individuums durch Aufklärung und Georg Wilhelm Friedrich Hegels Erzählung vom allmählichen Zu-sich-selbst-kommen des Geistes als Ziel der Geschichte. In der englischen Übersetzung wurde „méta récits“ als „meta-narrative“ bzw. „grand narrative“ übersetzt. Durch Rezeption dieser Begriffe wurde das bislang nur adjektivisch verwendete narrativ zu einem Substantiv mit der oben beschriebenen Bedeutung.

## Erzähltheoretische Definitionsversuche
Obwohl der Begriff des Narrativs nicht aus der Narratologie stammt, gibt es seit den 2000er Jahren auch erzähltheoretische Versuche, ihn zu definieren. Der Literatur- und Kulturwissenschaftler Wolfgang Müller-Funk grenzt ihn in seinem Buch Die Kultur und ihre Narrative (2002) von den verwandten Begriffen Erzählung und Narration ab. Unter Narrativ versteht er eine „theoretisch strenger gefaßte Kategorie, die auf das Muster abzielt“, unter Erzählung einen „vorläufigen Begriff in einem formal unproblematisierten Allerweltssinn“ und unter Narration einen „Terminus, der den Akt und das Prozessuale mit einschließt und exakter ist als jener der Erzählung, die im Deutschen sowohl die Narration wie das Narrativ“ einschließe. Der Literaturwissenschaftler Albrecht Koschorke benutzt den Begriff des Narrativs in seinem Buch Wahrheit und Erfindung: Grundzüge einer allgemeinen Erzähltheorie (2012) systematisch. Koschorke spricht von einem Narrativ, wenn sich ein Handlungsschema als ein „Erzählformular“ etabliert hat, das von unterschiedlichen Erzählern sinnstiftend ausgefüllt werden kann. Der „informellen und in gewisser Weise einladenden Offenheit“ des Erzählens stehe die „Gravitationskraft kulturprägender Narrative entgegen“.

## Kritische Einordnung als Modewort
Seit den 2010er Jahren wird das Wort Narrativ in Feuilleton und Geisteswissenschaften als Modewort bezeichnet. Kritisiert wird, dass durch den allgegenwärtigen Gebrauch des Wortes jedes Phänomen als Narrativ bezeichnet werden könne und so die Trennschärfe verloren gehe. Tobias Kniebe argumentiert, wenn auch traditionell als „nicht-narrativ“ geltende Künste wie die Architektur Narrative hätten, sei die Bedeutung des Worts schwer zu bestimmen. Diese Kritik lässt sich unter dem Begriff des Pan-Narrativismus zusammenfassen. Das Wort Narrativ werde ähnlich inflationär gebraucht wie seit den 1970er Jahren das Wort Diskurs. Der Literaturwissenschaftler Manfred Schneider vergleicht den omnipräsenten Gebrauch des Wortes Narrativ mit dem früheren Gebrauch des Begriffs Dialektik. Wolfgang Müller-Funk verteidigte den Gebrauch des Wortes, um die Bedeutung des Erzählens in Kultur und Politik zur Geltung zu bringen.

## Narrative in ökonomischen und soziologischen Theorien
Durch die Transformationsforschung ist bekannt, dass sich neue Narrative eher in Krisen durchsetzen als in ruhigen Zeiten und dass es Pfadabhängigkeiten gibt, wonach ein eingeschlagener Weg nicht beliebig, sondern erst an der nächsten „Weggabelung“, also bei einer passenden Gelegenheit, verlassen werden kann.
Erwiesen ist, dass der Erfolg z. B. ökonomischer Theorien nicht primär von der wissenschaftlichen Stichhaltigkeit abhängt, sondern von der Vermittelbarkeit des zugrundeliegenden Narrativs.
Umgekehrt lassen sich bestehende Narrative durch neue wissenschaftliche Erkenntnisse relativieren. So führt die Friedrich-Ebert-Stiftung Studien von OECD, IWF und World Economic Forum ins Feld, um nachzuweisen, dass ein nachhaltiges Wachstum vom gesellschaftlichen Zusammenhalt abhängig ist und deshalb Narrative, die soziale Ungleichheit propagieren, nicht im Sinne eines nachhaltigen Wachstums sein können.

## Narrative in politischer Kommunikation und Wahlkampfforschung
In der Wahlkampfforschung werden Narrative als Deutungsangebote und Analyseheuristik herangezogen. Narrative sind hier diskursive Muster, die Wählerinnen und Wählern Identifikationsangebote unterbreiten und ihnen Definitionen politischer Probleme anbieten. Dazu blickt die Forschung auf drei Kernelemente von Narrativen: Metaphern, Subjekte und die sprachliche Organisation von Zeit. Im Zusammenspiel dieser drei Elemente entstehen Narrative, die den Wahlkampfdiskurs prägen. Bekannte Beispiele für Wahlkampf-Narrative sind Barack Obamas Hope-Kampagne aus dem US-Präsidentschaftswahlkampf 2008 und „Mutti Merkel“, die den Bundestagswahlkampf 2013 prägen konnte.
Der Begriff Narrativ wird auch von der Operativen Kommunikation der Bundeswehr in den Streitkräften verwendet. Er bezeichnet nach militärischer Definition eine erzählerische Darstellung von Ereignissen, die im Sinne des Stakeholders (Erzählers) erklärt und in einen für ihn vorteilhaften Bedeutungszusammenhang gestellt werden. Im politischen Sprachgebrauch kann das Narrativ eine dem Propaganda-Begriff ähnliche Bedeutung erhalten. Ein verengter Begriff für Narrativ liegt dem Verständnis zugrunde: Was der Gegner verbreite, sei „nur“ ein Narrativ, es stimme also nicht wirklich. Die eigenen Aussagen erscheinen hingegen wie in Stein gemeißelt.

## Beispiele für Narrative

### Traditionelle Narrative in der westlichen Welt
Europa und die Vereinigten Staaten von Amerika haben in ihrer Geschichte viele Narrative entwickelt:
- No taxation without representation – in der amerikanischen Unabhängigkeitserklärung (1776)
- Liberté, Égalité, Fraternité – in der Französischen Revolution (1789)[29]
- Proletarier aller Länder, vereinigt euch – im Völkerfrühling (1848)
- Soziale Marktwirtschaft und demokratischer Rechtsstaat – in der deutschen Nachkriegszeit (nach 1945)

### Alte und neue Narrative zur Europäischen Union
Die europäische Einigung ist vor dem Hintergrund der Erfahrungen aus zwei Weltkriegen entstanden und sollte vor allem eine „dauerhafte Friedensordnung“ sichern.
Für viele Europäer leitet sich der Sinn der Europäischen Union daraus ab, dass nur ein vereintes Europa auf Augenhöhe mit den USA und vielen aufstrebenden Regionen agieren kann. Andere erwarten von Europa gesellschaftlichen Fortschritt und Wohlstand.
Auf breiter Basis gibt es den Ruf nach einem neuen europäischen Narrativ.
Im Jahr 2012 gab es den u. a. von Helmut Schmidt, Klaus Töpfer, Richard von Weizsäcker und Jürgen Habermas unterzeichneten Aufruf Wir sind Europa! Manifest zur Neugründung der EU von unten. Über diesen Aufruf sollten Themen wie Klimawandel, Umweltzerstörung, Fluchtmigration, Rassismus und Rechtsextremismus aktiv angegangen werden und dadurch ein neuer Geist entstehen.
Von Kreisen, die in Europa vornehmlich eine ökonomische Krise wahrnehmen, wird gefordert, dass das neue Narrativ darauf eine Antwort geben solle. Anders Frankreich, das hofft, mit Europa wieder zu alter Größe zurückfinden zu können, die mit der Unabhängigkeit ehemaliger Kolonien verloren gegangen ist.
Geleitet vom Streben nach einer globalen Gerechtigkeit gibt es daneben die Überlegung, dass Europa als quantitativ weniger wachsender Erdteil sich durch eine intelligente Gestaltung seiner Zukunft auf neue Anforderungen vorbereiten könnte. Anstatt zu versuchen, an der Industrialisierung bisher armer Länder teilzuhaben, könnte sich Europa früher als andere verstärkt auf neue Herausforderungen konzentrieren. In internationalen Debatten würden zunehmend neue Narrative auftauchen, die den Respekt der planetaren Grenzen und ein faires Gesellschafts- und Wirtschaftsmodell propagieren.

### Der amerikanische und der europäische Traum
An den amerikanischen Traum, wonach jeder Mensch durch harte Arbeit zu Reichtum kommen kann, glaubten im Jahr 2013 die Hälfte der US-Amerikaner.
Viele Europäer sind stolz darauf, dass Europa auch bei vielen Nichteuropäern als Ort gilt, wo ein hohes Maß an sozialer Gerechtigkeit und wirtschaftlicher Leistungsfähigkeit erreicht wurde. Dieser europäische Traum ist damit nicht nur der Traum der Europäer.
Der US-amerikanische Ökonom Jeremy Rifkin hält den amerikanischen Traum, der für individuelles Glück und uneingeschränktes Wachstum stünde, für unzeitgemäß und lobt den europäischen Traum, der auf eine nachhaltige Entwicklung und die Zusammenarbeit der Völker ausgerichtet sei.

### Die Macht der Vereinten Nationen
Dirk Messner vom Deutschen Institut für Entwicklungspolitik bezeichnete die von der UN ausgerufenen Millennium Development Goals (MDG) als eine Erfolgsgeschichte, die der Entwicklungszusammenarbeit ein globales Narrativ in die Hand gegeben hätten.
Die Deutsche Gesellschaft für die Vereinten Nationen ist stolz darauf, dass die Vereinten Nationen beim 2-Grad-Ziel und bei den Zielen nachhaltiger Entwicklung (SDG) „in vorbildlicher Weise ihre Macht genutzt“ hätten, ein „Narrativ zu bilden, das nun […] seine Dynamik entfalten“ könne.
Die Vereinten Nationen nutzen damit „die Macht des Narrativs“.

### Aktuelle ökonomische Narrative in Deutschland
Handlungen werden oft durch Erzählungen und Bilder geleitet, wie die folgenden Formulierungen verdeutlichen:
Viele der angeblich nüchternen Deutschen würden von der „Verführungskraft der Narrative“ angezogen. So hätte die „Erzählung vom Globalisierungsboom“ viele Anleger an die Börse gelockt.
Weltweit würde Deutschland seit ungefähr 2006 mit einer Mischung aus Anerkennung und Neid angesehen. Kaum jemand zweifele an der ökonomischen Leistungsfähigkeit Deutschlands.
Kurz zuvor wäre die öffentliche Wahrnehmung noch geprägt gewesen von einem Bild, nach dem angeblich das Ende der Arbeit drohe.
Gleichzeitig existiere ein „Stagnations-Narrativ“, das die Wirkung hätte, dass wenig investiert würde und es kaum Reformen gäbe.

### Chinesisches Narrativ versus westliches Narrativ
In der westlichen Welt gilt die Demokratie zusammen mit der Marktwirtschaft als breit akzeptierte Basis des Zusammenlebens. Demgegenüber strebt das chinesische Modell eine weise Führung an und verspricht effektive Armutsbekämpfung in großem Stil, technischen Fortschritt und politische Nichteinmischung in die Angelegenheiten anderer Staaten. An die Stelle von Wettbewerb im westlichen Narrativ rückt Harmonie im chinesischen Modell.
Während nach dem Zerfall der Sowjetunion im Jahre 1991 das westliche Narrativ sich eindeutig durchgesetzt zu haben schien, hat mit der Finanzkrise ab 2007 eine Ernüchterung eingesetzt, die von breiten Kreisen auch als Krise des Kapitalismus und damit der westlichen Werte verstanden wurde.
China konnte die Finanzmarkt-Krise schneller bewältigen, wodurch das chinesische Narrativ in vielen Teilen der Welt an Sympathie gewonnen hat. Zuvor war bereits durch die amerikanische Irak-Invasion von 2003 die Idee gescheitert, fremde Regionen nach westlichen Vorstellungen zu ordnen.
Als westliche Antwort auf die Finanzkrise wird Nachhaltigkeit und gutes Leben ausgerufen. Das westliche Narrativ könne seine Strahlkraft zurückgewinnen, wenn der Westen es schaffe, sozialen und internationalen Frieden aufrechtzuerhalten und bei der Bearbeitung von Konflikten und von globalen Problemen weitgehend als gerecht empfundene Lösungen finden könne.
Eine zentrale Stärke des westlichen Narrativs sei die evolutionäre Anpassung an neue Gegebenheiten, um dadurch seine Korrekturfähigkeit zu erneuern. Dieser Weg verlange mehr, nicht weniger Integration innerhalb von Europa und die Fähigkeit, überall in der Welt anschlussfähige Partner zu finden.

### Zeitwohlstand und gutes Leben
Ulrich Grober wird in einer wissenschaftlichen Arbeit des deutschen Umweltbundesamtes (UBA) mit der Auffassung zitiert, dass ein ressourcenschonender Lebensstil mittelfristig keine Frage der Wahl sei, sondern eine Notwendigkeit, um den Belastungsgrenzen des Planeten und der wachsenden Weltbevölkerung gerecht zu werden.
Um die Akzeptanz in der Bevölkerung zu erhöhen, wird empfohlen, die „Kultur der Nachhaltigkeit“ über das „attraktive“ Narrativ Zeitwohlstand zu kommunizieren.
Das Narrativ des Zeitwohlstands könne mit dem „Dialog über das gute Leben“ verbunden werden, indem zum Beispiel ein breiter gesellschaftlicher Diskurs über die Rolle von „Zeit für das Gute Leben“ initiiert werde.